# Charles-Édouard Coridon
Charles-Édouard Coridon, né le 9 avril 1973 au François en Martinique, est un joueur de football français évoluant au poste de milieu de terrain.

## Biographie
Découvert par Noël Le Graët qui, alors en vacances en Martinique, assistait au match de Coupe de France entre le Club Franciscain et Bourges, il passe d'abord six années à l'En Avant de Guingamp, club avec lequel il connaît les joies d'une montée en D2 en 1994, puis en D1 en 1995. En 1996 il fait partie de la sélection française pour les Jeux Olympiques mais doit déclarer forfait et ne s'envole pas pour Atlanta. Son passage à Guingamp est marqué aussi par sa blessure au Parc des Princes le 8 octobre 1997, où il est victime d'un tacle du parisien Paul Le Guen (qui sera suspendu un mois), ce qui lui fera louper la moitié de la saison 97-98. Il signe ensuite en faveur du Racing Club de Lens, club où il reste cinq saisons, avant de se voir recruter en 2004 par le PSG.
En 1996, il a été sélectionné en Équipe de France espoir de football
Dans le club de la capitale alors entraîné par Vahid Halilhodžić, il réalise une saison décevante qui sera quand même marquée par un but extraordinaire contre Porto en Ligue des Champions : un coup du scorpion (sur une balle aérienne, Charles-Edouard Coridon frappe du talon alors qu'il a la tête en bas et les pieds en haut ; ce geste fut rendu célèbre par René Higuita). Ce sera sa seule réalisation sous les couleurs du PSG.
Après sa courte expérience parisienne, Coridon s'exile une année en Turquie, dans le club d'Ankaragücü basé à Ankara.
Il stoppe ensuite sa carrière professionnelle, et s'en va défendre les couleurs du club de l'Union Squiffiec-Trégonneau, club amateur qui évolue dans le district des Côtes-d'Armor, en 13e division.
À noter que Charles-Édouard Coridon a disputé avec la sélection martiniquaise la Gold Cup 2003 et la Digicel Cup 2007.
Après être passé dans le staff guingampais où il a entraîné l'équipe des U15 de l'EAG, il entraîne du club finistérien de Carhaix, Les Dernières Cartouches (Régionale 3). En 2021, il est nommé président de l'US Plouisy, club de R3.

## Palmarès
- Finaliste de la Coupe de France 1997 avec Guingamp

## Statistiques
| Saison                | Club                  | Championnat           | Championnat | Championnat | Coupe nationale | Coupe nationale | Coupe de la Ligue | Coupe de la Ligue | Compétition(s) continentale(s) | Compétition(s) continentale(s) | Compétition(s) continentale(s) | Total | Total |
| Saison                | Club                  | Division              | M.          | B.          | M.              | B.              | M.                | B.                | Comp.                          | M.                             | B.                             | M.    | B.    |
| 1993-1994             | EA Guingamp           | National 1            | 19          | 0           | 1               | 0               | -                 | -                 | -                              | -                              | -                              | 20    | 0     |
| 1994-1995             | EA Guingamp           | Division 2            | 37          | 2           | 1               | 0               | 2                 | 0                 | -                              | -                              | -                              | 40    | 2     |
| 1995-1996             | EA Guingamp           | Division 1            | 37          | 2           | 3               | 1               | 1                 | 0                 | -                              | -                              | -                              | 41    | 3     |
| 1996-1997             | EA Guingamp           | Division 1            | 28          | 3           | 6               | 2               | 1                 | 0                 | CI+C3                          | 3                              | 0                              | 38    | 5     |
| 1997-1998             | EA Guingamp           | Division 1            | 13          | 1           | 3               | 1               | -                 | -                 | -                              | -                              | -                              | 16    | 2     |
| 1998-1999             | EA Guingamp           | Division 2            | 30          | 5           | 3               | 0               | 2                 | 1                 | -                              | -                              | -                              | 35    | 6     |
| 1999-2000             | RC Lens               | Division 1            | 28          | 2           | 1               | 0               | 1                 | 0                 | C3                             | 10                             | 0                              | 40    | 2     |
| 2000-2001             | RC Lens               | Division 1            | 16          | 1           | -               | -               | 2                 | 0                 | CI                             | 1                              | 0                              | 19    | 1     |
| 2001-2002             | RC Lens               | Division 1            | 27          | 3           | 2               | 0               | 1                 | 0                 | -                              | -                              | -                              | 30    | 3     |
| 2002-2003             | RC Lens               | Division 1            | 26          | 1           | 1               | 0               | -                 | -                 | C1+C3                          | 5                              | 0                              | 32    | 1     |
| 2003-2004             | RC Lens               | Division 1            | 32          | 6           | 1               | 1               | 3                 | 0                 | C3                             | 4                              | 1                              | 40    | 8     |
| 2004-2005             | Paris SG              | Division 1            | 19          | 0           | 3               | 0               | 1                 | 0                 | C1                             | 6                              | 1                              | 29    | 1     |
| 2005-2006             | Ankaragücü            | Süper Lig             | 17          | 2           | -               | -               | -                 | -                 | -                              | -                              | -                              | 17    | 2     |
| Total sur la carrière | Total sur la carrière | Total sur la carrière | 329         | 28          | 25              | 5               | 14                | 1                 | -                              | 29                             | 2                              | 397   | 36    |